# 強仁
金永雲（韓語：김영운，羅馬化：Kim Young-woon，1985年1月17日—），韓國男歌手、演員及主持人，藝名強仁（羅馬化：Kang In），曾為韓國男子團體Super Junior及子團Super Junior-T、Super Junior-Happy成員。2019年7月11日宣布退出組合，在個人合約方面則不更動，目前以個人身分發展演藝事業。

## 影視作品

### 電影
- 2007年：《花美男連鎖恐怖事件》（飾演 柔道社社长）
- 2008年：《純情漫畫》（飾演 康淑）
- 2014年：《貓的葬禮》（飾演 东勋）[1]

### 網路劇
- 2019年：《Mirae 發生什麼事？》（飾演 東準）

### 音樂劇
- 2008年：《仙那度》韓國（飾演 Sonny）
- 2012年：《宫》日本（飾演 李信王子）
- 2015年：《HARU》日本

### 電台節目
- 2006年3月2日至2007年6月2日 衛星DMB「強仁的天方地軸」電台DJ
- 2007年4月30日至2009年4月15日 MBC FM「強仁、太妍的好朋友」電台DJ

### 其他節目出演
- 2005年9月 「寶兒歌友會」主持人
- 2005年9月 「東方神起Show Case」主持人
- 2014年6月7日「第20屆夢想演唱會」主持人
- 2014年6月21日「台灣Best Of Best 快樂韓樂演唱會」主持人

## 綜藝節目

### 主持
| 日期       | 頻道 | 節目名稱                             |
| 2004年4月  | SBS  | 「星期六」朴慶琳的約會嘉賓（主持人） |
| 2005年11月 | Mnet | M! Countdown主持人                   |
| 2014年1月  | MBC  | Show Champion主持人                  |

### 固定綜藝
| 日期                   | 頻道 | 節目名稱               | 備註     |
| 2015年2月12日至4月30日 | MBC  | 《申東燁與單身漢派對》 | 固定成員 |

## 獎項

### 大型頒獎禮獎項
| 年份 | 獎項                              |
| 2007 | - Mnet 20's Choice Awards－惡童獎 |

## 外部連結
- 強仁的X（前Twitter）
- 強仁的Instagram帳戶
- Super Junior – 台灣官方網站 (Avex Taiwan)
- Super Junior – 韓國官方網站 (S.M. Entertainment)